# جيمس ستيفنسون (عازف قيثارة)
جيمس ستيفنسون (بالإنجليزية: James Stevenson)‏ هو عازف قيثارة بريطاني، ولد في 1 أكتوبر 1958.

## وصلات خارجية
- الموقع الرسمي
- جيمس ستيفنسون على موقع ميوزك برينز (الإنجليزية)
- جيمس ستيفنسون على موقع أول ميوزيك (الإنجليزية)
- جيمس ستيفنسون على موقع ديسكوغز (الإنجليزية)